# كيسوكي أوتا (لاعب كرة قدم)
كيسوكي أوتا (باليابانية: 太田圭祐؛ بالكانا: オオタ ケイスケ) هو لاعب كرة قدم ياباني في مركز الوسط، ولد في 10 يوليو 1989 في أوكازاكي في اليابان. لعب مع نادي ألبيريكس نيغاتا.